# Riedelia hollandiae
Riedelia hollandiae là một loài thực vật có hoa trong họ Gừng. Loài này được Theodoric Valeton miêu tả khoa học đầu tiên năm 1913.

## Phân bố
Loài này được tìm thấy ở cao độ 40 m tại Biwak Hollandia ven vịnh Humbold (hiện nay gọi là vịnh Yos Sudarso), ở đông bắc tỉnh Papua, Indonesia cũng như trong rừng rậm nhiệt đới trên núi Hugel và tây bắc Papua. Mẫu vật điển hình: K. Gjellerup 297 do Knud Gjellerup thu thập ngày 7 tháng 8 năm 1910.